# Blut und Gold (Roman)
Der Roman Blut und Gold (Originaltitel: Blood and Gold) von der amerikanischen Schriftstellerin Anne Rice wurde 2001 veröffentlicht und ist das achte Buch aus der Chronik der Vampire.
Im Fokus der Erzählung steht das Leben des zweitausendjährigen Vampirs Marius de Romanus von der Zeit des Augustus bis in die Gegenwart des 21. Jahrhunderts.

## Inhalt des Vampirromans
Ein alter Vampir namens Thorne verlässt nach Hunderten von Jahren sein Versteck im Norden Europas und trifft den Vampir Marius de Romanus, der ihm seine Lebensgeschichte erzählt.
Als junger römischer Patrizier wurde er in Massilia zur Zeit des Augustus von Druiden entführt, um den druidischen „Gott der Eiche“, einen Vampir, zu ersetzen. Dieser verwandelt Marius ebenfalls in einen Vampir, woraufhin er fliehen kann.
Auf Geheiß des Gottes der Eiche begibt er sich nach Ägypten, von wo er Akasha und Enkil, die Eltern aller Vampire, zu ihrem Schutz nach Rom bringt. Seit jeher wird Marius zum Beschützer von Jenen, die bewahrt werden müssen. Zusammen mit Pandora, die er zu einem Vampir macht, zieht es ihn nach Antiochia, wo sie von den Kindern der Finsternis angegriffen werden.
Nach einem Streit mit Pandora, kehrt Marius alleine nach Rom zurück und trifft hier auf die Vampire Mael und Avicus. Mael war einer der Druiden, die ihn entführt hatte, und wurde von einem anderen druidischen Gott in Britannien, Avicus, zu einem Vampir verwandelt, woraufhin beide geflohen waren.
Nach der Zerstörung Roms in der Spätantike begeben sich Marius, Mael und Avicus nach Konstantinopel. Hier treffen die drei auf die mächtige Vampir-Frau Eudoxia, die Jene, die bewahrt werden müssen für sich beansprucht. Nach einer Reihe gewaltsamer Auseinandersetzungen bringt Marius sie zu deren Schrein, woraufhin Akasha nun Eudoxia tötet.
Marius begibt sich wieder nach Italien, wo er jahrelang schläft, bevor in der Zeit der Renaissance wieder erwacht und nach einigen Reisen, wobei er in Rom auf den Vampir Santino trifft, sich in Venedig nieder lässt, um – inspiriert vom Maler Botticelli – als Amateurmaler tätig zu werden und jungen Knaben eine Ausbildung zu ermöglichen. Hierfür kauft er auch den jungen Amadeo, der in einem Bordell arbeiten sollte, frei und zwischen beiden entwickelt sich eine intime Beziehung.
Jedoch wird Amadeo, nun herangereift zu einem jungen Mann, von dem Engländer Lord Harlech in einem Duell durch die vergiftete Klinge tödlich verwundet, woraufhin Marius ihn zu einem Vampir macht.
Kurz darauf wird Marius’ Palazzo von einer Gruppe von Vampiren, die sich Kinder der Finsternis nennen und im Auftrag Santinos handeln, in Brand gesteckt, wobei Marius schwer verbrannt und Amadeo verschleppt wird.
Mithilfe von Bianca Solderini, die Marius zu einem Vampir macht, gelingt es ihm, allmähliche seine Kräfte wiederzuerlangen. Beide begeben sich in die Alpen, wo Marius Jene, die bewahrt werden müssen versteckt hat, und bleiben dort mehr als ein Jahrhundert.
Marius erfährt, dass Pandora lebt und quer durch Europa reist, wobei Dresden das Zentrum ihrer Reisen darstellt. Hier erwirbt Marius ein Haus und trifft nach einiger Zeit auf Pandora, die aber ein gemeinsames Leben mit ihm und Bianca ablehnt. Daraufhin verlässt Bianca nun Marius und dieser begibt sich mit Jenen, die bewahrt werden müssen auf eine Insel in der Ägäis, wo er nachträglich einen Brief von Pandora entdeckt.
Im Dschungel Südamerikas treffen nun Marius, Thorne, Amadeo (der jetzt Armand heißt), Santino, Maharet, Mekare und Pandora zusammen, wobei Marius Gerechtigkeit für Santinos Taten verlangt, was Maharet jedoch ablehnt. Daraufhin tötet jedoch Thorne den schwächeren Santino und muss als Buße dafür der blinden Maharet seine Augen geben.

## Erzählsituation und Zeitebene
Die Erzählstruktur des Romans wurde von Rice zweiteilig angelegt: Die Rahmenhandlung, welche das Erwachen Thornes, sein Treffen mit Marius und die Ermordung Santinos umfasst, wird von einem auktorialen Erzähler übernommen, der – wie aus den ersten Absätzen des Romans hervorgeht – allwissend ist und den Leser in den allumfassenden Charakter der Handlung einführt.
Die Binnenhandlung, also Marius’ Lebens- und Leidensgeschichte, stellt den eigentlichen Fokus der Erzählung dar und wird durch ihn selbst aus der Ich-Perspektive geschildert. Diese selbst umfasst wiederum zahlreiche Rückblenden anderer Personen (wie Mael, Eudoxia, Pandora), die in längeren Passagen Aspekte ihres Lebens darstellen.

## Bezüge zur Chronik
Einige Aspekte aus Marius’ Leben wurden schon in Der Fürst der Finsternis und Armand der Vampir angedeutet oder kurz erläutert, weswegen besonders die Geschehnisse in Ägypten und im venezianischen Palazzo stark reduziert sind.
Besonders mit dem letztgenannten Werk, dem sechsten Roman der Chronik, kommt es zu Überschneidungen und teilweisen Unstimmigkeiten in der Darstellung (Zeit und Intention für den Entschluss Marius, Amadeo in einen Vampir zu verwandeln).
Da jedoch die Geschichten aus zwei verschiedenen Perspektiven, von Marius und Armand, erzählt werden und somit einer subjektiven und individuellen Betrachtung unterliegen, sind diese Unterschiede in der Erzählung auf eine bewusste Intention und Entscheidung von Rice zurückzuführen.

## Historische Bezüge
Marius, der vor unserer Zeitrechnung im Römischen Reich geboren wurde, beschreibt anfangs die historische Entwicklung des Imperiums und besonders die der Stadt Rom seit der Zeit Augustus. Hierbei wird auch die Ausbreitung, die theologischen Zwistigkeiten und der Sieg des Christentums aus der Sicht eines altrömisch und traditionell geprägten Römers geschildert.
Auch der Niedergang Roms, verursacht durch die Völkerwanderung und das sich verändernde Gefüge der territorialen Grenzen, sowie der kulturelle und machtpolitische Aufstieg Konstantinopels werden in die Erzählung eingearbeitet.
Neben diesen antiken historischen Bezügen berichtet Marius ebenfalls von der gesamteuropäischen Pest im Mittelalter und der darauffolgenden Neuzeit. Hier werden u. a. die Erfindung des Buchdrucks, die Renaissance mit ihren wiederentdeckten klassischen Vorstellungen und die Entwicklung der Malerei beschrieben. Ein anderes für Europa prägendes Ereignis, die Reformation, wird jedoch von der Katholikin Rice durch den Mönch in den Alpen negativ bewertet.

## Textausgabe
- Rice, Anne: Blut und Gold. Goldmann 2006, ISBN 3-442-45999-0.

## Sekundärliteratur
- Katherine Ramsland / Anne Rice. Prism Of The Night, A Biography of Anne Rice. New York: Penguin, 1994.
- Gary Hoppenstand / Ray B. Browne. The Gothic World of Anne Rice. Twayne Publishers, 1994.
- Jennifer Smith. Anne Rice - A Critical Companion. Westport: Greenwood Press, 1996.
- George E. Haggerty. "Anne Rice and the Queering of Culture". In: Novel: A Forum on Fiction 32.1, 1998, S. 5–18.
- Erwin Jänsch. „Softie-Vampir Lestat“ in: Das Vampirlexikon, München: Knaur, 2000, S. 232–239.
- Rebecca Cordes. Anne Rice's "Vampire Chronicles" - Myth and History.Osnabrück: Der andere Verlag, 2004.